# Main-Kinzig-Kreis
Main-Kinzig là một huyện ở phía đông Hessen, Đức. Các huyện giáp ranh là Wetteraukreis, Vogelsbergkreis, Fulda, Bad Kissingen, Main-Spessart, Aschaffenburg, Offenbach và các thành phố Offenbach và Frankfurt.

## Lịch sử
Huyện được lập năm 1974 thông qua việc sáp nhập các huyện cũ Hanau, Schlüchtern, Gelnhausen và thị trấn Hanau.

## Thị xã và đô thị
| Thị xã | Đô thị | |
| --- | --- | --- |
| 1. Bad Orb 2. Bad Soden-Salmünster 3. Bruchköbel 4. Gelnhausen 5. Hanau 6. Langenselbold 7. Maintal 8. Nidderau 9. Schlüchtern 10. Steinau an der Straße 11. Wächtersbach | 1. Biebergemünd 2. Birstein 3. Brachttal 4. Erlensee 5. Flörsbachtal 6. Freigericht 7. Großkrotzenburg 8. Gründau 9. Hammersbach | 1. Hasselroth 2. Jossgrund 3. Linsengericht 4. Neuberg 5. Niederdorfelden 6. Rodenbach 7. Ronneburg 8. Schöneck 9. Sinntal |